# Nyazeelandkärrhök
Nyazeelandkärrhök (Circus eylesi) är en förhistorisk utdöd fågel i familjen hökar inom ordningen hökfåglar.

## Utseende och levnadssätt
Nyazeelandkärrhöken var troligen väldigt lik den nu levande australiska kärrhöken, men mycket större. Honan vägde 2,5-3 kg, mer än dubbelt så mycket som honan hos australisk kärrhök. Kärrhöken var också specialiserad på att fånga fåglar eftersom däggdjur saknades, förutom fladdermöss, i Nya Zeeland innan människan kom dit. 
Idag förekommer australisk kärrhök i hela Nya Zeeland. Intressant nog finns inga fossila fynd av arten äldre än 1000 år gamla. Det betyder att den australiska kärrhöken kom till öarna efter människan och troligen aldrig förekom där samtidigt som nyazeelandkärrhöken. Det verkar som att de båda arterna fyllde samma ekologiska nisch. Den australiska kärrhöken kunde därför etablera sig först efter att nyazeelandkärrhöken försvunnit.

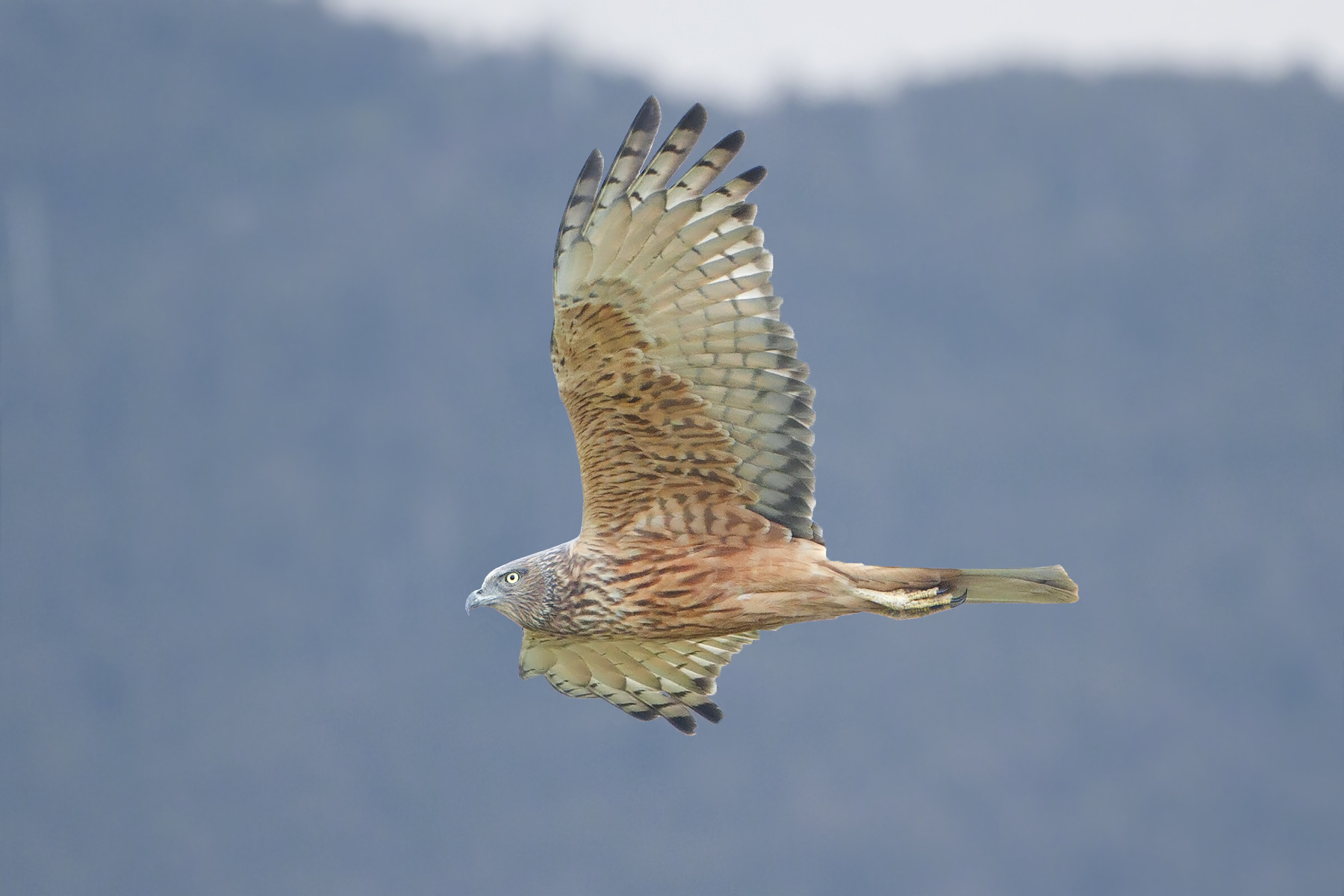
Nyazeelandkärrhöken var troligen väldigt lik australisk kärrhök men var minst dubbelt så tung som denna.

## Upptäckt och formell beskrivning
Fågeln beskrevs 1953 utifrån benlämningar funna i Pyramid Valley på Sydön. I det närmaste identiska ben hittades dock redan 100 år tidigare i Te Aute-regionen på Nordön. Dessa gavs namnen Circus hamiltoni och Circus teauteensis , men eftersom ett formellt typexemplar saknas betraktas dessa namn som icke giltiga. Dess vetenskapliga artnamn hedrar Jim Eyles, palaeontolog och tidigare direktör för Nelson Provincial Museum och West Coast Museum i Nya Zeeland.

## Systematik
Genetiska studier visar vidare att kärrhökarna är inbäddade i höksläktet Accipiter så som det är traditionellt är konstituerat. De står faktiskt närmare duvhöken genetiskt än vad den senare står nära sparvhöken. Det medför att antingen bör de distinkta kärrhökarna inkluderas i Accipiter eller så bör Accipiter delas upp i flera mindre släkten. Inga internationella taxonomiska auktoriteter har dock ännu implementerat resultaten från studierna i deras taxonomier.